# أوراتوريو

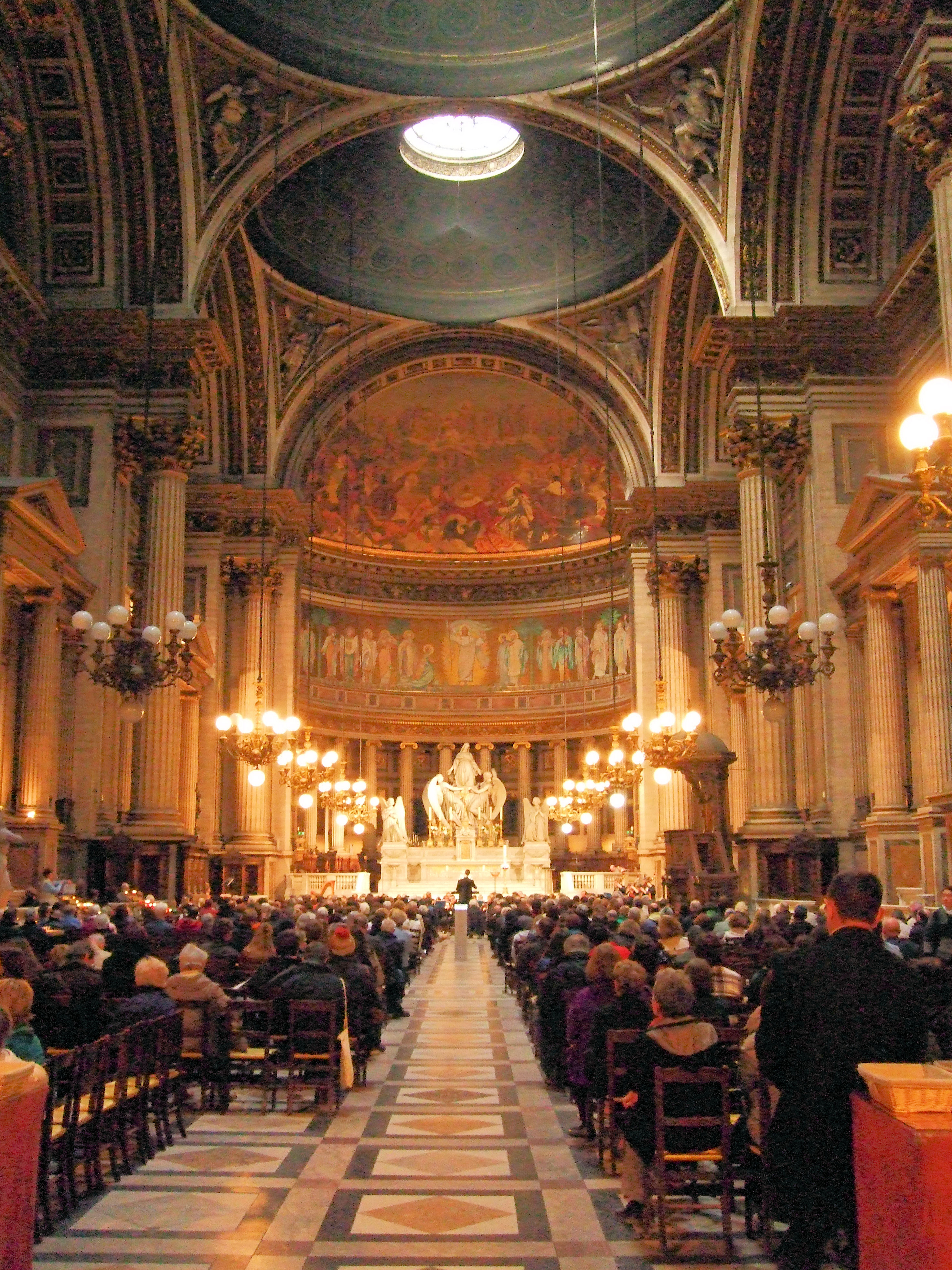

أوراتوريو (بالإيطالية: oratorio ) هو صنف من التآليف الموسيقية الغربية. يشابه الأوبرا من حيث الطبيعة الدرامية للموسيقى، إلا أن مواضيعه دينية، ومن أهم عناصره الإلقاء، الألحان، الكورس والأوركسترا.
الأوراتوريو في إيطاليا القرن ال17 يشترك مع موسيقى الإنجيل اليوم: كانت الموسيقى الدينية تغنى في قاعة خاصة أو إبرشية تهدف لإلهام المؤمنين لزيادة الإيمان. مع ذلك حين وصلت إلى يد هاندل، اقتربت من أوبرا دون مسرح مع موضوع ديني.
كل من أوراتوريو الباروك وأوبرا الباروك تبدأ بافتتاحية، تقسم إلى فصول، وتقارن أساسا من رسيتاتيف وآريا. كلا النوعين أيضا طويل، عادة يستمر من ساعتين إلى 3 ساعات. لكن ثمة فروق هامة بين الأوبرا والأوراتوريو، بعيدا عن الحقيقة الواضحة أن الأوراتوريو يتناول موضوع روحاني. الأوراتوريو نوع شبه ديني، يؤدى في كنيسة أو مسرح أو قاعة حفلات لكن لا يستخدم التمثيل والعرض على المسرح أو الأزياء. لأن الموضوع تقريبا دائما ديني، يوجد أكثر من فرصة للوعظ، وهي وظيفة درامية يؤديها في أفضل صورة الكوراس. بالتالي الكوراس له أهمية أكبر في الاوراتوريو، أحيانا يعمل كروائي لكن أكثر يعمل مثل الكوراس في الدراما اليونانية القديمة، مثل صوت الأشخاص الذين يعلقون على الأحداث.
في 1730 يبدو الأوراتوريو لهاندل بديل جذاب للاوبرا غير المربحة في لندن. يمكنه الاستغناء عن المطربين من الخصيان والمطربات الأوائل الذين يتقاضون اجر أكبر. لم يعد مضطر للدفع للأزياء. يمكنه الاعتماد على حب الإنجليز الراسخ للموسيقى الكورالية، وهو تقليد يرجع إلى العصور الوسطى. ويمكنه الاستفادة من سوق جديد لم يتطرق له أحد - المتدين الذي نظر لملذات الاوبرا الأجنبية في شك وحتى ازدراء. وعكس الاوبرا الإيطالية، يغنى الاوراتوريو بالإنجليزية، مما يسهم أكثر في جاذبية النوع لقطاع كبير من المجتمع الإنجليزي.

## الهوامش
1. ↑  وصلة مرجع: http://id.loc.gov/authorities/genreForms/gf2014026977. الوصول: 17 مايو 2021.
2. ↑  The Essential Listening to Music, Craig Wright